# Hulpmotor
Een hulpmotor is een motor die weliswaar vaak in een (verstevigd) fietsframe gemonteerd wordt, maar in tegenstelling tot een clip-on motor niet op elke fiets te plaatsen is.
Hulpmotoren worden verdeeld in twee groepen: de Power Assist Systems (PAS) waarbij men zelf moet trappen, geholpen door de motor. PAS werkt altijd met een elektromotor. Daarnaast is er de hulpmotor die men kan gebruiken in plaats van de trappers, zoals de Spartamet.